# Jürgen Raue
Jürgen Raue (* 17. November 1939 in Dresden; † 7. Juli 2004 in Berlin) war ein deutscher Bildhauer.

## Leben
Jürgen Raues Vater war Maler, er fiel als Wehrmachtssoldat dem Zweiten Weltkrieg zum Opfer. Die Erinnerung an dieses Geschehen und an die Zerstörung der Stadt Dresden und ihre Folgen, wirkten auf das Bewusstsein des jungen Raue ein. Im Jahre 1953 begann er eine Lehre zum  Steinbildhauer, die er 1957 erfolgreich abschloss. Danach wirkte er mit am Wiederaufbau des Dresdner Zwingers.  Ab 1957 absolvierte er ein Studium bei Heinrich Drake und Waldemar Grzimek an der Kunsthochschule Berlin-Weißensee. Seit 1964 war er für einige Jahre Mitarbeiter bei Theo Balden. Ab 1968 war er freischaffend tätig. Raue war Mitglied im Verband Bildender Künstler der DDR (VBK). Raue war verheiratet mit Anne-Katrin. Sie hatten drei gemeinsame Söhne. Er war einer der Erstunterzeichner der Wahlinitiative für die PDS vom 30. August 2002: Ein klares Nein zum Krieg! Frieden wählen! gewesen.

## Denkmal „Befreiung“

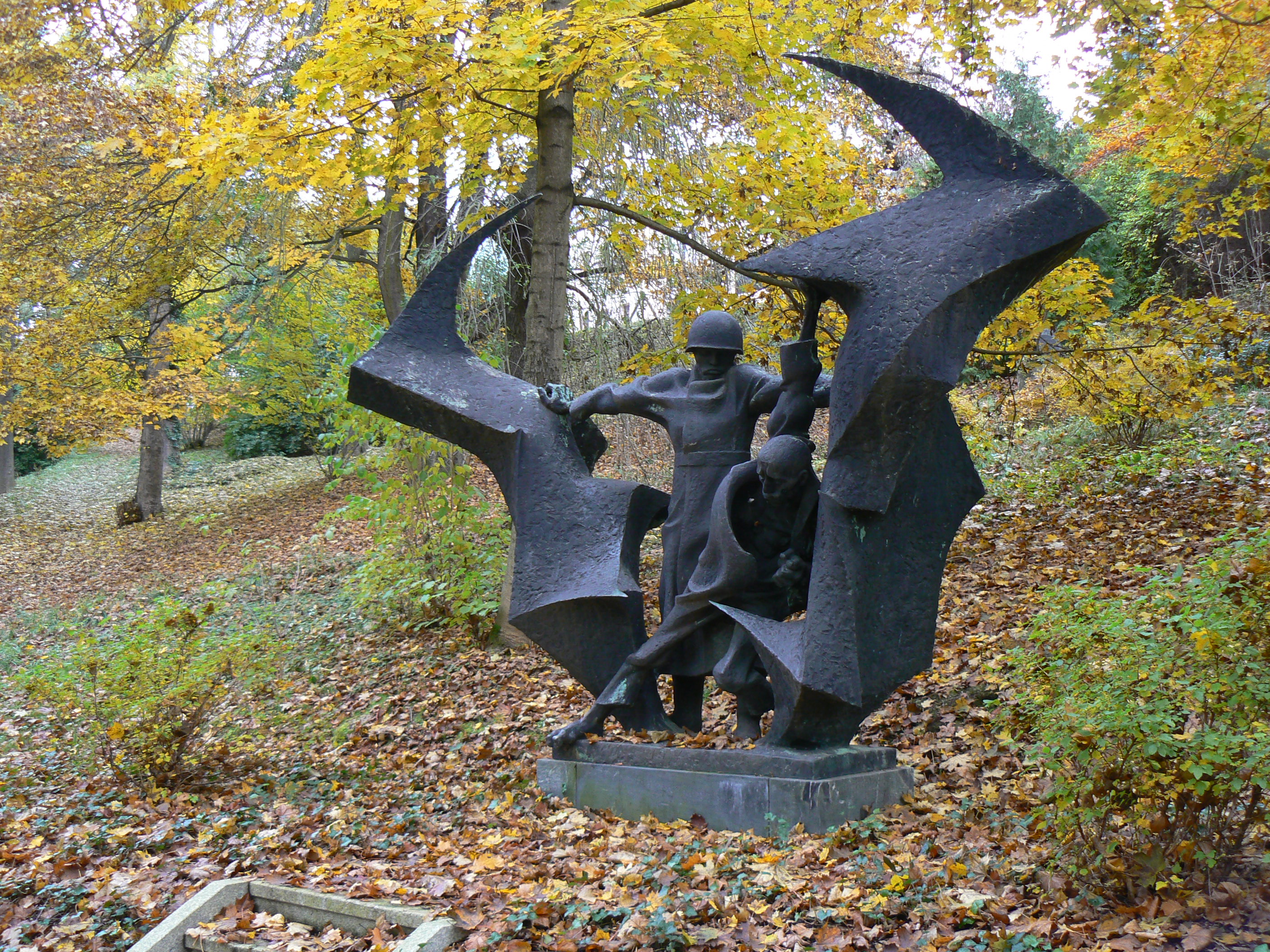
Denkmal Die Befreiung, aus dem Stadtzentrum entfernt auf den Abstellort Alter Friedhof

1968 bekam der von Raue für die Stadt Greiz eingereichte Entwurf seiner Plastik Befreiung von der mit einer Auswahl zwischen drei Künstler-Vorschlägen betrauten Jury den Zuschlag. Es stellt einen alliierten Soldaten dar, der mit kraftvoller Geste einem Zwangsarbeiter den Ausgang aus seiner Knechtschaft in die Freiheit ermöglicht. Drei Jahre arbeitete Raue an diesem Auftrag, zunächst an einer Zwischengröße, von der es mehrere Abgüsse gibt, und schließlich an der vier Meter hohen Endfassung. Die Bronze-Plastik wurde 1971 am Eingang zum Leninpark (heute Fürstlich Greizer Park.) aufgestellt.  Zwischengrößen und Abgüsse davon fanden in verschiedenen Museen, auch in der UdSSR, ihren Platz. Eine kleinere Variante wurde von der DDR-Regierung dem Museum Auschwitz-Birkenau geschenkt. Im Jahre 2006 beschloss der Greizer Stadtrat, das Denkmal zu entfernen und auf einem nicht mehr genutzten Friedhof abzustellen.
1989 wurde aufgrund einer neuen Gedenkstättenkonzeption neben anderen Werken osteuropäischer Künstler auch die kleine Fassung der Befreiung aus der Gedenkstätte Auschwitz entfernt und in das Kunstarchiv Beeskow überführt. Auf Initiative der „Gesellschaft zum Schutz von Bürgerrecht und Menschenwürde“ und mit Unterstützung von Jugendlichen der „Arbeitsgemeinschaft Befreiung“ wurde das Werk auf dem Geländes des alternativen Jugendzentrums „Freiland“ in Potsdam ausgestellt. Die Einweihungsfeier fand am Tag der Befreiung 2013 statt.

## Werke (Auswahl)

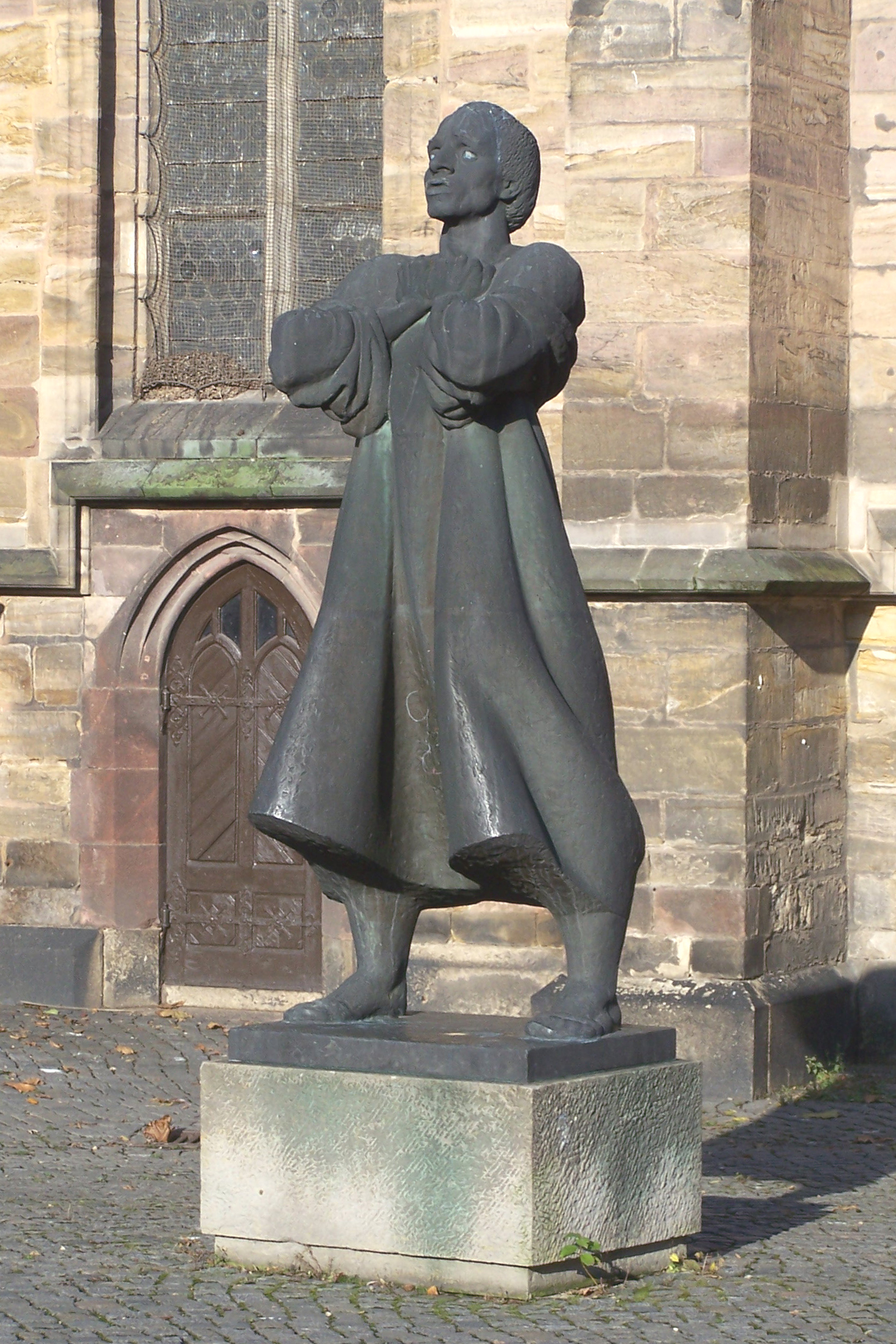
Sein Thomas Müntzer-Denkmal vor der Zwickauer Katharinenkirche

- 1968–1975: Mahnmal gegen Faschismus und Krieg in Greiz: früher: Greizer Park, seit 2007: Alter Friedhof
- 1969/1970 Befreiung, Gips getönt
- 1974: Der Mensch und die Maschine, Relief
- 1976: Skulptur Sportler (zwei Figuren): Seebad Prora, Binz, Rügen (Die Plastik wurde auf der VIII. Kunstausstellung der DDR in Dresden ausgestellt)[7]
- 1978: Skulptur Junges Paar (in Bronze): Berlin: Fennpfuhlpark, nahe Anton-Saefkow-Platz (seit 1987)[8]
- 1979–1980: Drei Brunnen, Beton & Bronze, Berlin: Thomas-Mann-Straße, Ecke Hanns-Eisler-Straße
- 1981: Gedenkstein Herbert-Baum-Gruppe (in Kunststein), Berlin: Lustgarten[9][10]
- 1983: (erst 1989 eingeweiht): Thomas-Müntzer-Denkmal, Zwickau: vor der Katharinenkirche[11]
- 1986: Gedenkstein für die Sinti und Roma: Berlin-Marzahn, Parkfriedhof Marzahn
- 1989: Thomas Müntzer, Denkmal als Bronzeplastik und Steinwürfel mit Reliefdarstellung der Bauernkriegsopfer
- 1995: Plastik Turmbläser (Reinhardtsdorfer Elbsandstein): Pirna: Leihgabe des Stadtarchivs an das Foyer des Rathauses Pirna (Es sind die Turmbläser des Posaunenchores der „Sankt Marien Kirche“ in Pirna dargestellt)[12]
- 2003: Plastiken Laurus Feuerstein und Pankus: Zehdenick, Am Markt 5 und Am Markt 8

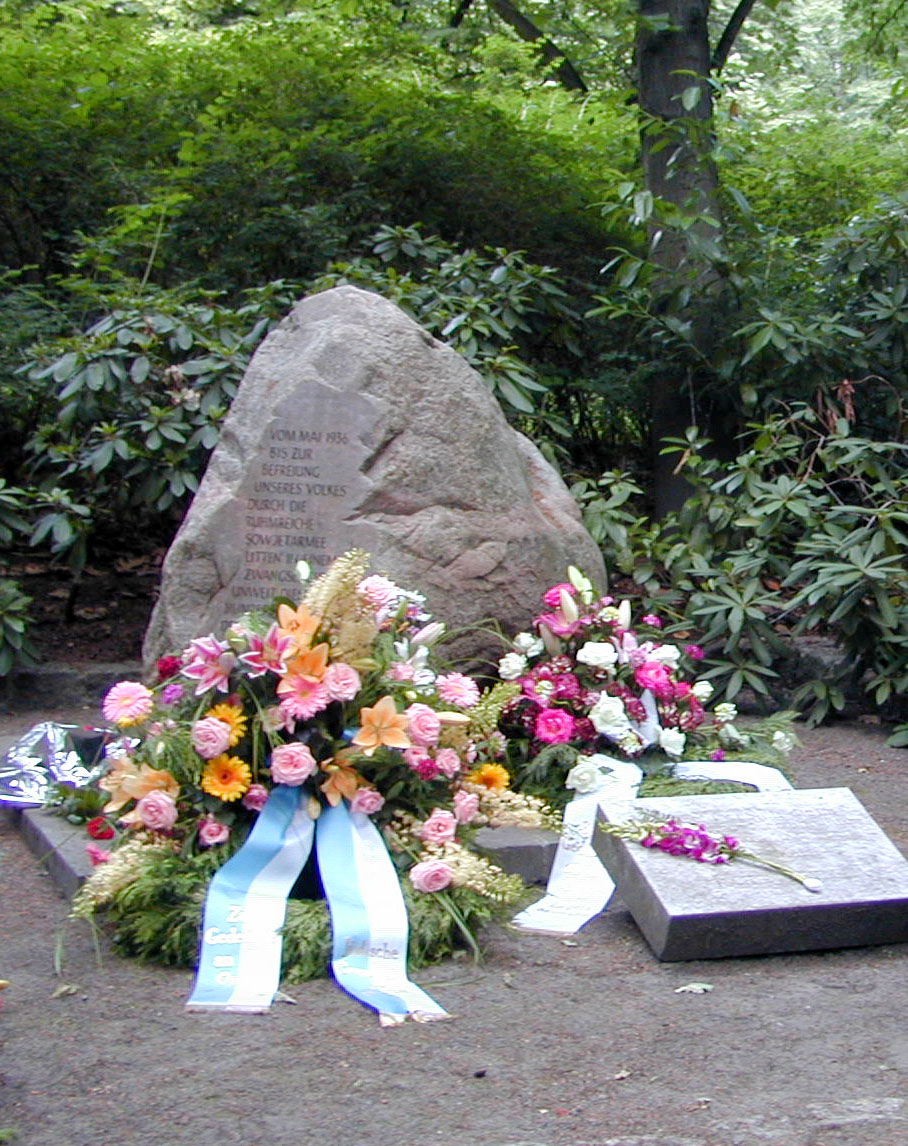
Gedenkstein für die Sinti und Roma (1986, 2006 erweitert) auf dem Parkfriedhof Marzahn
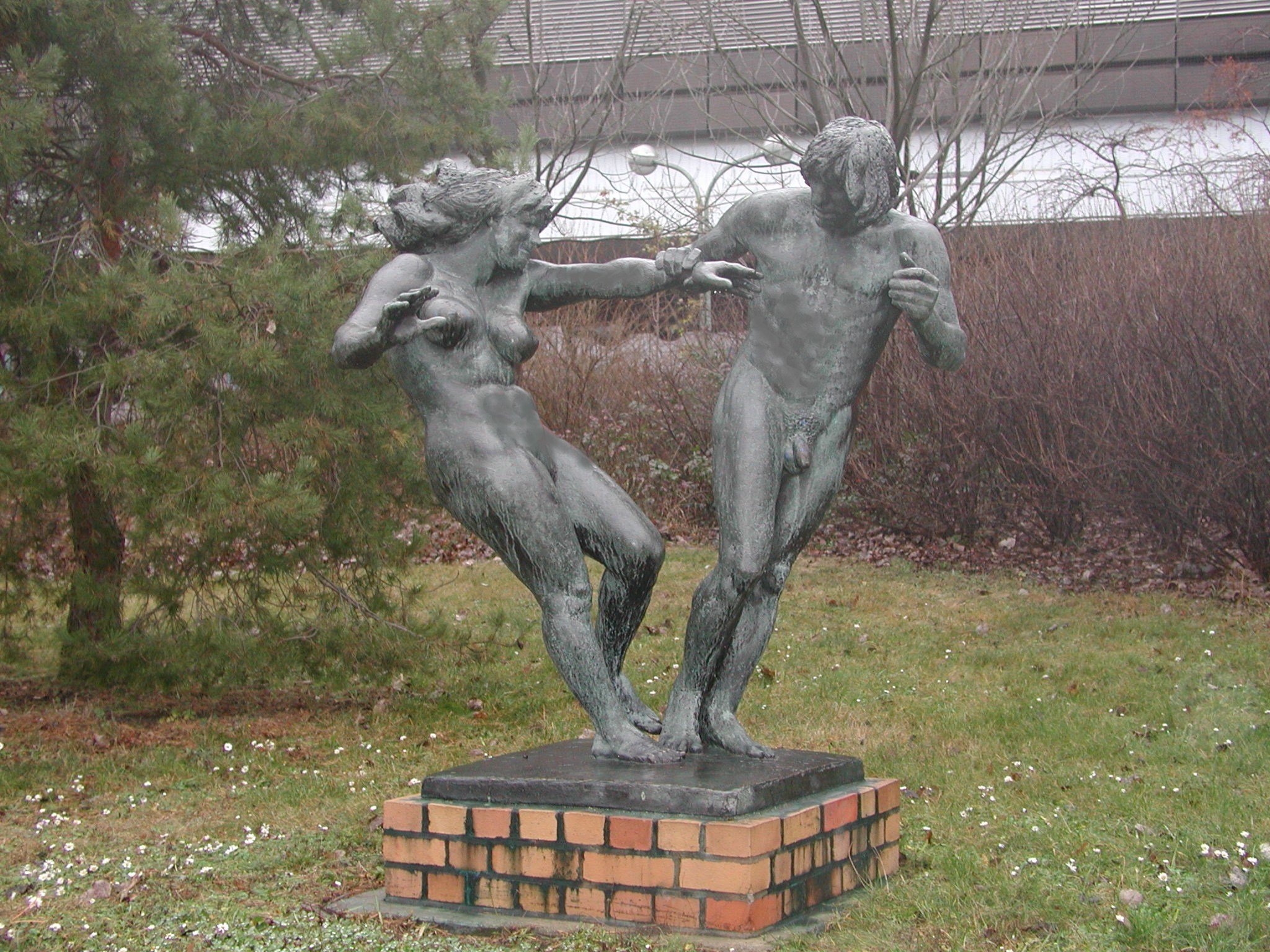
Die Skulptur Junges Paar im Fennpfuhlpark
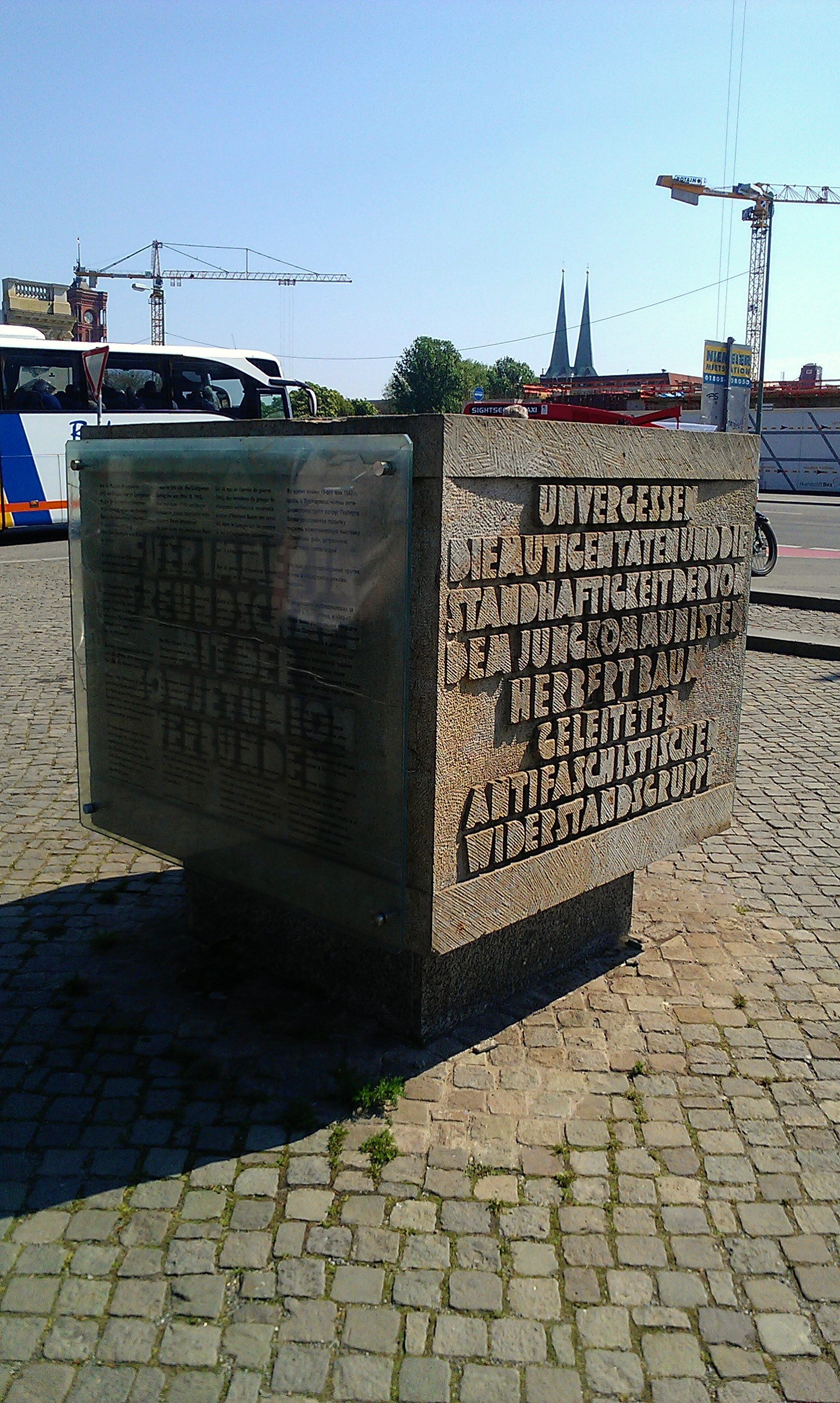
Gedenkstein für die Herbert-Baum-Gruppe

## Ausstellungen
- 1969: Bezirks-Kunstausstellung in Gera
- 1973, 1980 und 1982: „Plastik und Blumen“ in Berlin
- von 1975 bis 1989: sechs Bezirks-Kunstausstellung in Berlin
- 1975: „In Freundschaft verbunden“ in Berlin
- 1981: Kunstausstellung 25 Jahre NVA in Dresden
- 1985: „Auf gemeinsamen Wegen“ in Berlin
- 1972/1973, 1977/1978, 1987/1988: VII., VIII. und X. Kunstausstellung der DDR in Dresden

## Ehrungen
- 1984: Vaterländischer Verdienstorden in Gold